# 地金型金貨
地金型金貨（じがねがたきんか、英: Bullion gold coin）とは、投資用に発行されている金貨の一種。

## 概要

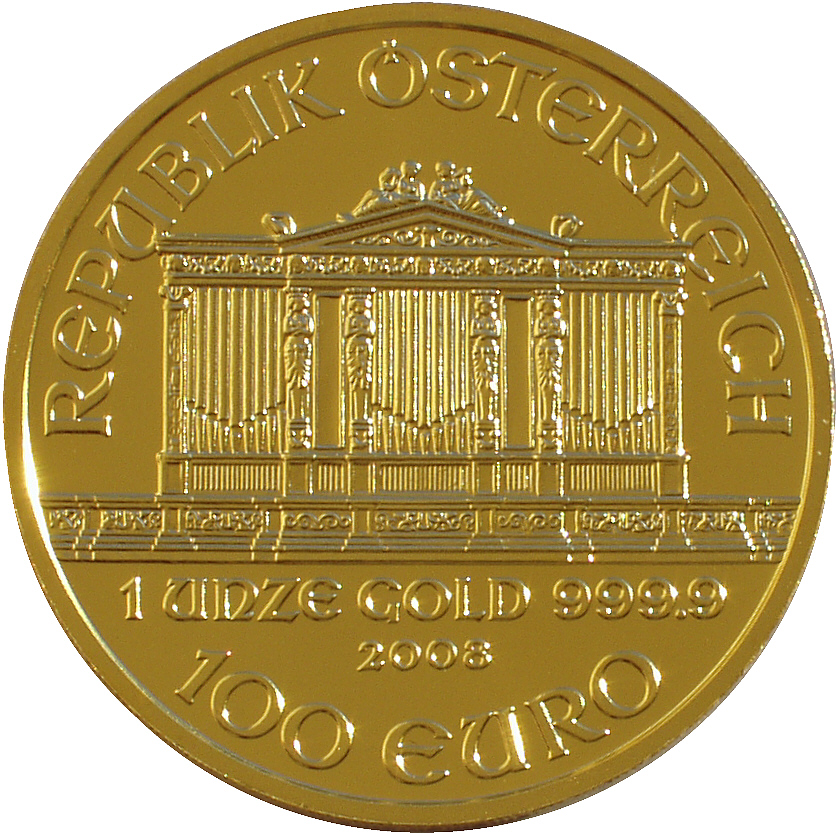
地金型金貨の例（ウィーン金貨）　通常の硬貨と同様の発行国（オーストリア）・発行年（2008年）・額面（100ユーロ）の表示の他に金貨特有の量目（1オンス）・品位（999.9）が刻まれている

プレミアム
いわゆる「記念金貨」のような収集型金貨が金地金価格よりはるかに高額で売買されるのに対し、金地金の時価相当分に、少額の上乗せ金を加算した時価で売買される。この上乗せ金をプレミアムと言う。
プレミアムの額は、含まれる金の純分によって決まる。純分1トロイオンスの金貨では5パーセント、1/2トロイオンスでは7パーセント、1/4トロイオンスでは9パーセント、1/10トロイオンスでは11パーセントとなっている。
量目の表示
近年において地金型金貨として発行されたものには法定通貨としての額面表示と共に、含有する金の量目の表示が刻まれていることが普通である。品位（純度）が表示されていることもある。
額面
額面と量目は必ずしも比例しない。また額面は金貨の市価と比べて極めて低く設定されているので、実質的な意味はない。最も代表的なメイプルリーフ金貨では、額面は市場価格の10分の1以下である（2007年9月現在）。

## 主な地金型金貨
以下は地金型として発行された主な金貨である。
| 通称                             | 初発行年 | 発行国           | 保証品位              |
| -------------------------------- | -------- | ---------------- | --------------------- |
| クルーガーランド金貨             | 1967年   | 南アフリカ共和国 | .917                  |
| メイプルリーフ金貨               | 1979年   | カナダ           | .9999                 |
| パンダ金貨                       | 1982年   | 中華人民共和国   | .999                  |
| カンガルー金貨 ※別名ナゲット金貨 | 1986年   | オーストラリア   | .9999                 |
| イーグル金貨                     | 1986年   | アメリカ合衆国   | .9167                 |
| ブリタニア金貨                   | 1987年   | イギリス         | .917 (2013年〜 .9999) |
| ウィーン金貨                     | 1989年   | オーストリア     | .9999                 |
| バッファロー金貨                 | 2006年   | アメリカ合衆国   | .9999                 |

また、ナポレオン金貨やソブリン金貨、ブレネリ金貨など、19世紀 ヨーロッパの金本位制時代に流通していた古金貨も、地金型金貨に含める場合もある。これらは、大量に現存している為、希少価値・歴史価値が低く、金地金なみの価格で小口投資用に取引されてきた為である。戦争に伴う被占領やハイパーインフレーションを経験したヨーロッパ大陸諸国では、リスク回避のため、資産の一部を金貨で保有する志向が強いとされる。